# Massimo Vari
Massimo Vari (Frosinone, 23 ottobre 1937 – Roma, 18 giugno 2013) è stato un giurista e docente italiano, giudice costituzionale dal 1993 al 2002, dal 2006 al 2011 membro italiano della Corte dei conti europea e da novembre 2011 al 28 aprile 2013 sottosegretario allo sviluppo economico del Governo Monti.

## Biografia
Laureato in giurisprudenza, avvocato, nel 1972 è diventato magistrato della Corte dei conti.
Fra gli anni ottanta e novanta ha insegnato alla Libera università internazionale degli studi sociali Guido Carli (Luiss), all'Università degli Studi di Roma Tor Vergata e nella Scuola Superiore della Pubblica Amministrazione.

È stato eletto giudice della Corte costituzionale dai magistrati della Corte dei conti il 15 luglio 1993 e ha giurato il 27 luglio 1993. Il 16 gennaio 2001 è stato nominato vicepresidente della Corte dal neoeletto presidente Cesare Ruperto. È cessato dalla carica il 27 luglio 2002. È stato redattore di numerose sentenze, in materia di forma di governo (sfiducia individuale), fonti del diritto, ammissibilità di referendum abrogativi, rapporti Stato-Regioni e legislazione tributaria.
Terminata l'esperienza alla Corte costituzionale, è stato docente di Diritto costituzionale nella Facoltà di Giurisprudenza della LUISS, di Giustizia costituzionale nella Facoltà di Giurisprudenza della LUMSA e di Diritto amministrativo nella Scuola di specializzazione della stessa facoltà e infine di Diritto dell'Unione europea all'Università Europea di Roma.
Rientrato alla Corte dei conti, dal 2002 al 2006 ha svolto le funzioni di Presidente coordinatore delle Sezioni regionali di controllo. 

Dal 2006 al 2011 è stato il membro italiano della Corte dei conti europea a Lussemburgo.
È stato Consigliere di Stato dello Stato Città del Vaticano.
Il 29 novembre 2011 è stato nominato sottosegretario di Stato del Ministero dello Sviluppo Economico del Governo Monti; gli viene assegnata dal ministro Corrado Passera la delega alle telecomunicazioni.
È morto il 18 giugno 2013; i funerali sono stati celebrati il 20 giugno nella Basilica di Sant'Eugenio dal cardinale Giovanni Battista Re.

## Pubblicazioni
- Profili pubblicistici della funzione sindacale, Roma, Italedi, 1971.